# Глоссоп Норт Энд
«Глоссоп Норт Энд» — английский футбольный клуб из города Глоссоп. Образован в 1886 году. Домашние матчи проводит на стадионе «Суррей Стрит», вмещающем 2 374 зрителя. В настоящий момент выступает в Первом дивизионе Северной премьер-лиги, восьмом по силе дивизионе Англии. С 1898 по 1915 годы выступал в Футбольной лиге, в том числе один сезон 1899—1900 провёл в её первом дивизионе и занял в нём 18-е место. В сезоне 1908-09 «Глоссоп» добился своего лучшего достижения в Кубке Англии, дойдя до четвертьфинала, где лишь в результате переигровки уступил Бристоль Сити. После Первой мировой войны результаты «Глоссопа» ухудшились и никогда больше клуб не выступал на профессиональном уровне.

## Достижения

### В Лигах

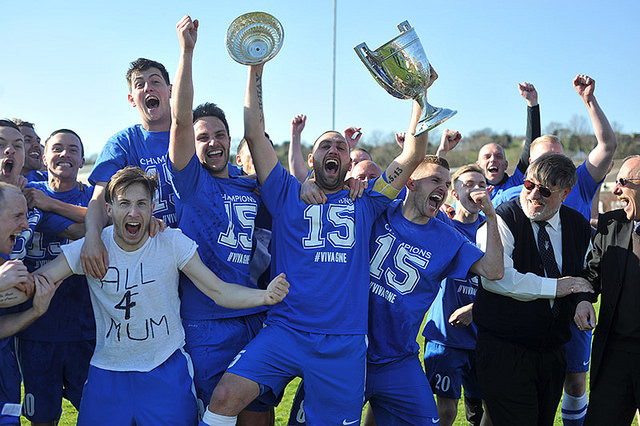
Празднование чемпионства Лиги северо-западных графств в 2015 году

- Лига северо-западных графств (North West Counties Football League)
  - Премьер дивизион Чемпионы: 2014/15
- Лига Манчестера (Manchester Football League)
  - Чемпионы: 1927/28
- Второй дивизион Футбольной лиги (в настоящее время уровень Чемпионшипа)
  - Второе место: 1898/99
- Лига Мидланда (Midland League (1889))
  - Второе место: 1896/97
- Комбинация (The Combination)
  - Второе место: 1894/95

### В кубках

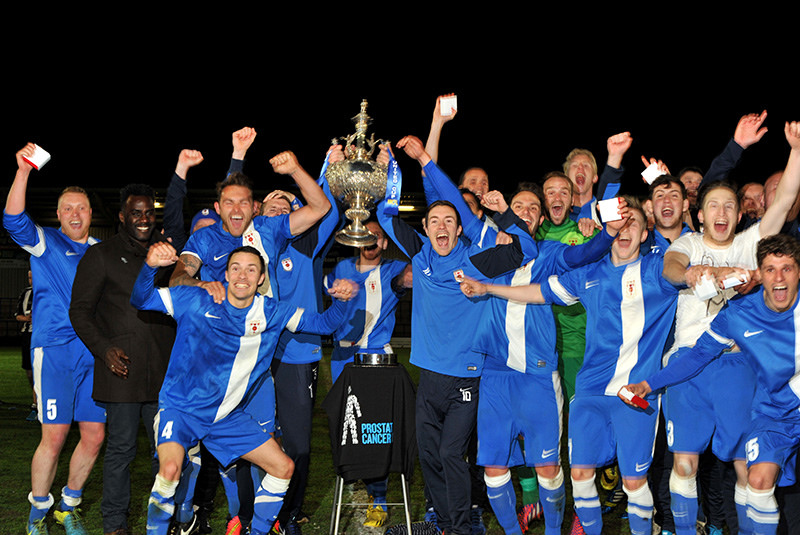
Победители Кубка вызова лиги в 2015 году

- Лига северо-западных графств (North West Counties Football League)
  - Кубок вызова лиги (League Challenge Cup) Победители: 2014/15
  - Кубок второго дивизиона Победители: 1990/91
- Кубок Гилкриста (Gilcryst Cup)
  - Победители: 1922/23, 1929/30, 1934/35, 1948/49
- Премьер кубок Манчестера (Manchester Premier Cup)
  - Победители: 1996/97, 1997/98
- Кубок графства Дербишир (Derbyshire Senior Cup)
  - Победители: 2000/01
  - Финалисты: 2013/14
- Ваза футбольной ассоциации (FA Vase)
  - Финалисты: 2008/09, 2014/15